# Markéta Bulharská
Markéta Bulharská (roz. Margarita Gómez-Acebo y Cejuela;* 6. ledna 1935, Madrid) je manželka bývalého bulharského cara Simeona II., kterého si vzala, když byl v exilu. Někdy je oslovována jako princezna sasko-kobursko-gothajská.

## Život
Narodila se 6. ledna 1935 v Madridu jako dcera Manuela Gómez-Acebo y Modeta z rodu markýzů z Cortiny a Maríe de las Mercedes Cejuela y Fernández, a vnučka 3. markýze z Cortiny. Její rodiče byli roku 1936 zabiti za Španělské občanské války.
Je sestřenicí Luise Gómez-Acebo y Duque de Estrada, vikomta La Torre (syn 9. markýze a bratr 10. markýze z Deleitosy), manžela Infantky Pilar.
Dne 21. ledna 1962 se vdala Simeona II. bývalého cara. Spolu mají 5 dětí:
- Kardam (2. prosince 1962 – 7. dubna 2015), kníže tarnovský, ⚭ 1996 Miriam de Ungría y López (* 2. září 1963)
- Kyril (* 11. července 1964), kníže z Preslavi, ⚭ 1989 Rosario Nadal (* 22. října 1968), rozvedli se v roce 2009
- Kubrat (* 5. listopadu 1965), kníže z Panagjurišče, ⚭ 1993 Carla María de la Soledad Royo-Villanova y Urrestarazu
- Konstantin-Assen (* 5. prosince 1967), kníže z Vidinu, ⚭ 1994 María García de la Rasilla y Gortázar (* 1970)
- Kalina (* 19. ledna 1972), ⚭ 2002 Kitín Muñoz (*1958)

## Vyznamenání
Národní vyznamenání
- Španělsko: Rytíř velkokříže Řád občanských zásluh
- Španělsko: Medaile utrpení vlasti
- Bulharsko: Rytíř velkokříže Řádu svatého Alexandra
- Bulharsko: Rytíř velkokříže Královského Řádu občanských zásluh